# (208) Лакримоза
(208) Лакримоза (лат. Lacrimosa) — довольно небольшой астероид главного пояса, принадлежащий к астероидам спектрального класса S и входит в состав семейства Корониды, являясь одним из крупнейших представителей данного семейства. Астероид был открыт 21 октября 1879 года австрийским астрономом Иоганном Пализой в обсерватории города Пула. Название происходит от имени Богоматери Скорбящей, титулу данного Богородице.

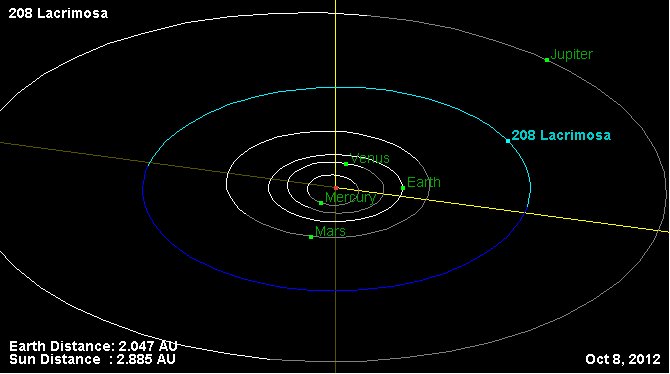
Орбита астероида Лакримоза и его положение в Солнечной системе

Считается, что Лакримоза, как и остальные члены семейства, является фрагментом более крупного астероида, распавшегося в результате катастрофического столкновения с другим астероидом несколько миллиардов лет назад. Лакримоза имеет прямое (проградное) вращение вокруг своей оси, вектор которой направлен на эклиптические координаты (λ,β)=(15°±2°, 67°±2°), не находясь при этом в положении Сливана (преобладающая ориентация оси вращения), которое присуще крупным астероидам семейства Коронид с прямым вращением..